# Karl Rössing
Karl Rössing (* 25. September 1897 in Gmunden, Österreich; † 19. August 1987 in Wels) war ein österreichischer Maler, Graphiker und Buchillustrator. Er schuf vor allem Holzstiche (1917 bis 1950), Linolschnitte und Holztafeldrucke (1950 bis ca. 1983) sowie Ölgemälde und Bildzeichnungen (1981 bis 1987).
Rössing verarbeitete unter anderem Tendenzen des Surrealismus (Montage) und der Neuen Sachlichkeit (Form) und nahm Anregungen aus Film und Literatur auf. 
Als Hochschullehrer wirkte er in Essen, Berlin und Stuttgart. Zu seinen Schülern zählten unter anderem Heinz Kiwitz, Hermann Schardt und Günther Strupp (Essen), Ullrich Bewersdorff und Heinz Theuerjahr (Berlin), Bernd Becher, Robert Förch, Wolfgang Gäfgen, Dieter Groß, Romuald Hengstler, Christine Heuer, Heinrich Heuer, Friedrich Meckseper, Walter Rabe, Malte Sartorius, Günter Schöllkopf, Hermann Sturm, Hans Peter Willberg.
Karl Rössing war ab 1922 mit der Malerin Erika Rössing, geb. Glöckner (1903–1977) verheiratet.

## Leben

### 1897–1921
Karl Rössing wurde als Sohn deutscher Eltern geboren. Sein Vater war Kastellan im Schloss Cumberland  von Ernst August von Hannover (1845–1923), des 3. Herzogs von Cumberland. Er studierte von 1913 bis 1917 an der Königlichen Kunstgewerbeschule in München unter Richard Riemerschmid bei Fritz Helmuth Ehmcke (Schrift und Illustration) und Adalbert Niemayer, Mitglieder des Deutschen Werkbundes.
In dieser fand seine erste Ausstellung im Graphischen Kabinett Schmidt-Bertsch in München 1915 statt. Es folgten 1916 erste Veröffentlichungen von Arbeiten in Die Furche und Deutsche Studentenarbeit in Feld und Heimat. Ein Jahr später entstand der erste Holzstich und er erhielt den ersten Illustrationsauftrag von Emil Kugler (Hausmärchen der Kuglerkinder, veröffentlicht 1920, E-M 1.21). Damit war sein künstlerischer Weg vorgezeichnet. Bei Illustration und Holzstich lag sein Schwerpunkt in den kommenden Jahren.
Nach dem Krieg ließ sich Rössing wieder in Gmunden nieder. 1919 stellt er bei der Neuen Sezession in München aus, worauf Rainer Maria Rilke auf ihn aufmerksam wurde. In Salzburg lud ihn Joseph August Lux zur Mitarbeit an der von ihm herausgegebenen Zeitschrift Kunst- und Kulturrat (1919 bis 1921) ein. 1921 nahm er an der „Internationalen Schwarz-Weiß-Ausstellung“ und zugleich letzten Ausstellung der 1919 von Felix Albrecht Harta und Anton Faistauer begründeten Künstlervereinigung „Der Wassermann“ teil. Mit dabei waren Künstler wie Ernst Barlach, George Grosz, Alfred Kubin und Käthe Kollwitz. Rössing erhielt die Silbermedaille der Republik Österreich.

### 1921–1931

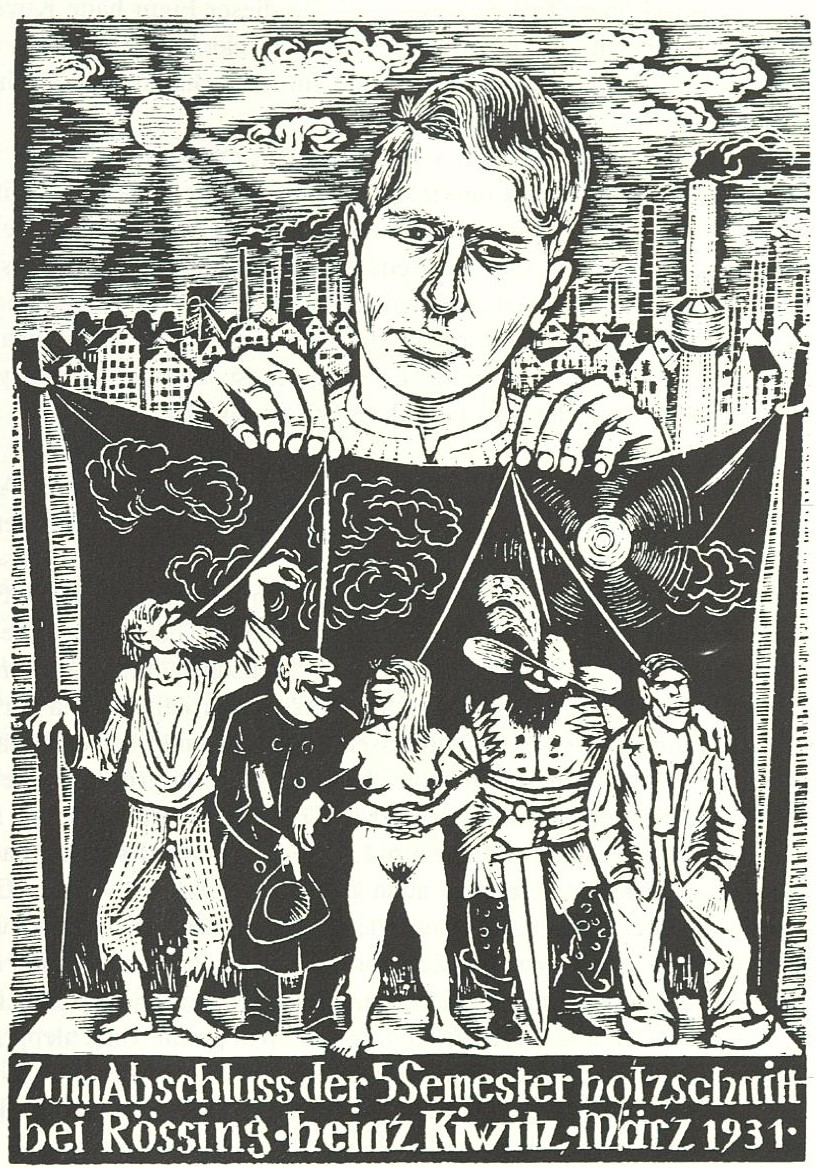
Abschlussarbeit des Schülers Heinz Kiwitz mit einem Selbstporträt Kiwitz' (Essen, 1931)

1921 wurde Karl Rössing nach Essen berufen. Er übernahm an der Folkwangschule die Abteilung Buchgewerbe und Graphik. 1926 erhielt er den Titel eines Professors und wurde Leiter der Fachklasse für Buchgewerbe und Graphik (Illustration). Er war Mitglied des Fritz-Helmuth-Ehmcke-Kreises (Ausstellungen und Veröffentlichungsorgan Das Zelt), des Essener Bibliophilenabends und des Zylinder-Clubs.
Seine größten Erfolge als Illustrator fielen in die boomenden Nachkriegsjahre. Mitte der 1920er Jahre wendete er sich, als der Buchmarkt gesättigt schien, verstärkt der Malerei und Zeichnung zu. Er beteiligte sich an der legendären Ausstellung „Neue Sachlichkeit“ 1925 in Mannheim.
Reisen nach Holland und Paris blieben ohne sichtbaren Einfluss. Die wichtigsten und nachhaltigsten Impulse verdankte er seiner ersten Romreise 1930. Erstmals nahm Rössing hier angesichts der Bauten aus verschiedenen Epochen bewusst das Nebeneinander und Ineinandergreifen der Zeiten wahr. Die Stadt inspirierte ihn dazu, künstlerische Ansätze konsequent weiterzuentwickeln: Er nahm aus der Wirklichkeit einzelne Motivelemente und ordnete sie in seinen Bildern zu einer neuen Einheit (zum Beispiel Traumblätter).
Italien blieb für Rössing zeitlebens seine „dritte Heimat“: 1932 weilte er wie Max Peiffer Watenphul und Wilhelm Schnarrenberger als Studiengast in der Villa Massimo in Rom (Stipendium des Preußischen Ministeriums für Wissenschaft, Kunst und Volksbildung). Von 1952 bis 1976 bereiste er das Land ein- bis zweimal jährlich für jeweils mehrere Wochen.
Parallel zu diesen kontemplativen Graphiken entstanden sein explizit gesellschaftskritisches Werk. Seit seiner Kindheit und Jugend beschäftigte er sich mit kritischer Literatur, insbesondere mit Wilhelm Busch und Karl Kraus; letzteren lernte er 1929 in Essen persönlich kennen.
Kritische Ansätze gab es schon in seinen Illustrationen. Sie wurden ab 1927 in Lithographien und Holzstichen zu eigenständigen Themen formuliert. Veröffentlicht wurden die Blätter in Ausstellungen und in diversen Zeitschriften, die sowohl einer eher konservativen Richtung zuzuordnen waren, wie die Jugend oder Simplicissimus, als auch in linksgerichteten Blättern wie Die Büchergilde. 1932 erschienen 100 Holzstiche, eine Auswahl der kritischen Blätter, in Buchform unter dem programmatischen Titel Mein Vorurteil gegen diese Zeit bei der Büchergilde Gutenberg.

### 1931–1945
1931 wurde der Dienstvertrag Karl Rössings nicht mehr verlängert. Kurzfristig kehrte das Ehepaar nach Linz/Österreich zurück. Karl und Erika Rössing verbrachten immer wieder einige Wochen in Berlin und hatten die Absicht, sich dort so bald als möglich niederzulassen. Seit 1931 wurde Rössing unter anderen vom Reichskunstwart Edwin Redslob gefördert, der ihn auch bei Bewerbungen unterstützte. Obwohl dieser 1933 von der neuen Regierung entlassen wurde, befürworteten 1934 die noch im Amt befindlichen Beamten des Preußischen Ministeriums für Wissenschaft, Kunst und Volksbildung sowie Alexander Kanoldt Rössings Bewerbung als Dozent der Klasse für Malen und Zeichnen an der Staatlichen Hochschule für Kunsterziehung in Berlin. 1939 wurde er hier Professor auf Lebenszeit.
Rössings Leben in der NS-Zeit ist ein Spiegel der Widersprüchlichkeit dieser Zeit. 1937 beschlagnahmte man die Illustrationen zu Münchhausen sowie die Graphik Einwandfreie Prozeßführung in Erfurt – einige der wenigen Arbeiten, die sich von ihm in Museen befinden. Außerdem wurde er in Wolfgang Willrichs berüchtigtem Buch Säuberung des Kunsttempels erwähnt. Im selben Jahr diffamierte ihn einer seiner Studenten. Zum 1. Mai 1938 trat Rössing der NSDAP bei (Mitgliedsnummer 6.196.255). 1933 hatte er sich bereits um eine Mitgliedschaft bemüht – er wurde jedoch nicht registriert und bezahlte nach seiner Übersiedlung nach Berlin auch keinen Mitgliedsbeitrag mehr.
1941 bereiste Rössing Kreta im Auftrag von Walter Wellenstein im Reichsluftfahrtministerium (Bereich Kunstbeschaffung), für das er unter anderem neben dem „Schillertheater“ tätig war. Theaterdirektor Heinrich George hatte hier seinen Freund, den Kunsthistoriker Wilhelm Fraenger, ehemals Kommunist wie er, als künstlerischen Beirat engagiert. Fraenger, der von den Nationalsozialisten in Heidelberg entlassen worden war, engagierte seinerseits Karl Rössing sowie dessen Schüler aus Essen, den Kommunisten Günther Strupp.
Die Motive in Rössings Bildern kamen zum Großteil dem Regime entgegen: Landschaftsbilder, die er von seinen Sommeraufenthalten in Österreich und Südtirol mitbrachte, sowie Bilder von historischen Themen, die ihn zeitlebens interessierten. Gleichzeitig versuchte er aber immer wieder erfolgreich, zeitkritische Graphiken wie die Blätter zum Tod, zu Goebbels und Göring oder unter anderem auch den Fallschirmjägerfriedhof auf Kreta zu veröffentlichen. Rössing war 1939 und 1940 auf der Großen Deutschen Kunstausstellung in München vertreten, wobei 1939 die „Kanzlei des Führers der NSDAP“ seine Zeichnung „Der Nussbaum“ für 450 RM erwarb.
1944 wurde Rössings Wohnhaus bei einem Bombenangriff zerstört. Er verlor zahlreiche Arbeiten und unter anderem etwa 1800 Bücher. Daraufhin zog er mit seiner Frau nach Blankenburg (Harz), wo sein Bruder Wilhelm lebte. Im selben Jahr wurde er zum Kriegsdienst verpflichtet. Aber wie beim Ersten Weltkrieg (1917/1918) erlebte er auch diesen Krieg – psychisch schwer belastet – nur peripher.

### 1945–1960
Nach der Entlassung aus der Gefangenschaft kehrte Rössing nach Blankenburg zurück, das kurz danach durch Angehörige der Roten Armee besetzt wurde. Er wurde Mitbegründer des Kulturbundes, Ortsgruppe Blankenburg, und Vorsitzender des Kunstkreises Blankenburg.
Die Jahre der NS-Zeit und unmittelbaren Nachkriegszeit wurden von ihm immer wieder in Briefen reflektiert. Diese gingen unter anderen an Alfred Kubin, den er über Emil Kugler kennengelernt hatte und mit dem er seit 1928 in Briefwechsel stand. Briefe wie diese sind selten und haben deshalb einen hohen dokumentarischen Wert.
1947 wurde Karl Rössing an die Staatliche Akademie der Bildenden Künste Stuttgart berufen und übernahm – Professor auf Lebenszeit – schließlich das gesamte Gebiet der Freien Graphik und Illustration. 1953 bis 1955 war er Rektor, 1955 bis 1957 Prorektor.
Er war Mitglied im Deutschen Künstlerbund, in der literarischen Vereinigung „Tisch der 13“, und unter anderem 1953 in Zürich Gründungsmitglied von „XYLON. Internationale Vereinigung der Holzschneider“, kurzzeitig auch Vizepräsident. In Österreich gehörte er gemeinsam mit seiner Frau Erika der Künstlervereinigung MAERZ an.
Um 1950 schloss Rössing das Holzstichwerk, unter anderem rund 70 Illustrationen und graphische Folgen, mit der Odyssee ab. Er wechselte zum Linolschnitt und knüpfte dabei stilistisch und inhaltlich an die Traumblätter (1930–1935) und die Begegnungen (1945/1946) an.
In Stuttgart stand Rössing wie andere Kollegen im Schatten des in diesen Jahren zu Ruhm kommenden Willi Baumeister. Sie waren menschlich und künstlerisch gegensätzlich, stellten aber gerade darum ein charakteristisches Spiegelbild der politisch motivierten Kunstszenen dar. Sie stützten sich beide in ihren Arbeiten auf die Kunst vergangener Jahre. Baumeister versuchte mit seiner archaisch anmutenden Bildsprache im Geist der alten Kulturen schöpferisch zu sein und begann bei seinem legendären „Nullpunkt“. Rössing hingegen knüpfte an die abendländische Kultur an und versuchte mit ungewöhnlichen Kombinationen unter anderem von Artefakten der vergangenen 2000 Jahre ein aktualisiertes Bild der Vergangenheit zu zeichnen. Damit stand er der jungen aktuellen Kunst überraschend nahe. Zeitgenössische Künstler bedienten sich dabei allerdings der neuesten technischen Errungenschaften und griffen zur Bildherstellung auf den Computer zurück.

### 1960–1987
1960 ließ sich Karl Rössing auf eigenen Wunsch vorzeitig in den Ruhestand versetzen und übersiedelte mit seiner Frau nach Gauting bei München. Nach dem Tod seiner Frau, 1977, zog er weiter nach Österreich – nach Marchtrenk in die Griesmühle zu seiner Nichte Inge Linsboth und seinem Großneffen Josef Brunner.
Nach wie vor war es ihm wichtig, sein Werk in beiden Teilen Deutschlands zu zeigen. In den 1960er und 1970er Jahren wurde im Rahmen des neu erwachten Interesses für die Weimarer Republik das gesellschaftskritische Werk in zahlreichen Ausstellungen und Publikationen neu entdeckt. In der DDR war er damit nie vergessen. Seine Beziehung zur DDR, die er 1976 und 1978 besuchte, verdankte er vor allem dem befreundeten Künstler Heinrich Ehmsen und dessen Frau Lis Bertram-Ehmsen.
Rössing engagierte sich nie politisch oder in einer Gruppe. Dem Kunstmarkt gegenüber verhielt er sich distanziert und stiftete sein Werk zum Großteil öffentlichen graphischen Sammlungen.
Vom 28. Oktober bis 30. November 1977 zeigte die Stuttgarter Akademie als Ort langjährigen Wirkens von Karl Rössing die von Rektor Wolfgang Kermer ausgerichtete und von einem Katalog begleitete Ausstellung „Karl Rössing zum 80. Geburtstag“. Erstmals war Rössing 1959 mit dem engsten Kreis seiner Stuttgarter „Schule“ im Kunstverein Heilbronn präsent. Über die damals vertretenen Robert Förch, Walter Rabe, Günter Schöllkopf und Malte Sartorius hinaus versammelte die Stuttgarter Akademieausstellung Werke von Wolfgang Gäfgen, Dieter Groß, Christine Heuer, Heinrich Heuer, Friedrich Meckseper, Walter Schöllhammer und Hans Peter Willberg. „Da und dort ist die führende Hand Rössings andeutend wohl noch zu spüren“, so damals Erich Pfeiffer-Belli in der Süddeutschen Zeitung, „aber sie haben sich schließlich freigeschwommen: Technisch vollendet und allenthalben phanasievoll. [...] Eine schönere Hommage à Karl Rössing läßt sich kaum denken“. Wenn Rössing anlässlich der Heilbronner Ausstellung – im Gegensatz zu Willi Baumeister – von „Schule“ sprach, so sollte das Wort „Schüler“ jedoch nur „jenen vorbehalten bleiben, die Erkenntnisse des Lehrers mit eigenen Einsichten verbunden und Lebendiges daraus entwickelt haben.“

## Auszeichnungen
- 1962: Ehrenmitglied der Akademie der bildenden Künste Stuttgart
- 1967: Ehrenmitglied der Freunde der Staatlichen Graphischen Sammlung, München
- 1985: Heinrich-Gleißner-Preis
- 1987: Goldenes Ehrenzeichen des Landes Salzburg und Stiftung des Karl Rössing-Preises durch das Land Salzburg. Der Preis wurde 1999 letztmals vergeben und mittlerweile durch den Preis des Museums der Moderne Salzburg für Internationale Zeichnung ersetzt.

## Stiftungen von Karl Rössing
- 1980: Errichtung der „Erika und Karl Rössing-Stiftung“ zur Erwerbung zeitgenössischer Graphik deutscher und österreichischer Künstler an der Staatlichen Graphischen Sammlung München und der Graphischen Sammlung der Staatsgalerie Stuttgart.
- 1986: Stiftung eines Reisestipendiums an der Bayerischen Akademie der Schönen Künste, München
- 1987: Der künstlerische Nachlass fällt zu gleichen Teilen an das Rupertinum in Salzburg und an die Staatliche Graphische Sammlung München

## Werk

### Technik
1917 entdeckte Karl Rössing den Holzstich für sich. Gemeinsam mit José Guadalupe Posada (Mexiko) und Wladimir Faworski (Russland) galt er als Erneuerer dieser Technik. Thomas Bewick hatte Anfang des 19. Jahrhunderts die Technik begründet. Sie war gegen Ende des Jahrhunderts zur rein mechanischen Wiedergabe von Gemälden und Werken in den populären Familienzeitschriften, wie Die Gartenlaube, verflacht. Nun waren Künstler und Handwerker wieder eine Person.
Mit Ausnahme der Anfangs- und Nachkriegszeit, als Rössing auf weichere und porösere Obsthölzer und Ahorn zurückgreifen musste, verwendete er Buchsbaum, manchmal Birnenholz. Durch das harte Material waren Furchenziehungen in alle Richtungen und in unterschiedliche Tiefen möglich.
Um 1950 wendete sich Rössing dem Linolschnitt zu. Das weichere Material eröffnete ihm auch künstlerisch neue Möglichkeiten, obwohl sich der Übergang über den klassischen Clair-Obscur-Stich fließend vollzog. Nach wie vor arbeitete er mit dem Stichel und verwendete mehrere Platten mit je eigener Form- und Farb- oder Tonwertbestimmung. Schließlich beließ er nur noch die Unterdruckplatte in ihrer konstanten Größe. Die übrigen Platten reduzierte er auf das einzelne Motiv. Diese sogenannten Stempel konnte er wie in einem Montage- oder Mosaikdruck, jedoch in einem kontrollierenden Nacheinander, je nach Bedarf einsetzen. Er konnte sie mit anderen Elementen kombinieren, neben- oder übereinander drucken, neu färben oder verändern, mit Zusatzplatten oder mit einem Holzstich früherer Jahre ergänzen. Jeder der einzelnen von Hand gedruckten Linolschnitte war daher ein Unikat. Lediglich in den 1970er Jahren ließ Rössing von etlichen Motiven Auflagendrucke herstellen.
Eine Besonderheit stellten in den Jahren 1965 bis 1970 in seinem Werk die Holztafeldrucke dar. Sie zeigten ein Bild des Linolschnittes von einer anderen Seite: In einem Umdruckverfahren druckte Rössing den frisch von der Linolplatte abgenommenen Druck auf eine Pressspanplatte.
Zu Beginn der 1980er Jahre verzichtete Rössing immer öfter auf das Drucken und beließ es bei den Bildzeichnungen mit Kreide, Tusche, Filzstifte und Tempera.
Die Graphiken zeichneten sich allesamt durch eine drucktechnische Raffinesse aus und waren von subtiler Farbigkeit. Selbst das Schwarz-Weiß des Holzstichs wurde durch seine exzellente Beherrschung der Technik (s. o.) mit Grauschattierungen gemildert. Bei den Linolschnitten und Bildzeichnungen bevorzugte er vorwiegend die Farben der Erde und des Herbstes – das Ocker des Sandes, das Olivgrün der Pflanzen, das Umbra der Baumrinde, der Moore, verwitterten Hölzer und Äcker, das Grau des Gesteins und der Felsen.

### Stilsynthese
In Auseinandersetzung mit aktuellen Stilrichtungen entwickelte Karl Rössing im Lauf der 1920er Jahre in Einklang mit der europäischen Avantgarde eine persönliche Bildsprache, die einer Stilsynthese. Er integrierte Jugendstil, Expressionismus, Realismus, Kubismus und Futurismus sowie Verismus und – vor allem in der NS-Zeit – historisierende Tendenzen in sein Werk. Basis dafür war auch die Ausbildung im Geiste des Deutschen Werkbundes. Form wurde hier dem Inhalt nachgeordnet.
Malerei und Zeichnung im Stil der Neuen Sachlichkeit beeinflussten Mitte der 1920er Jahre sein graphisches Werk. Die sachliche und neutrale Darstellung der Motive kam seinem Schwerpunkt, der auf der Gestaltung der Bildfläche lag, entgegen. Leicht variiert behielt er diese sachliche Darstellungsweise der einzelnen Motive bis zum Lebensende bei.

### Montage
Bereits zu Beginn seines Schaffens ließ Karl Rössing erkennen, dass er ein Bildmotiv nicht ganzheitlich erfasste. Er setzte vielmehr wie die Surrealisten einzelne Elemente aus der Wirklichkeit zu einer neuen Realität zusammen. Der Linolschnitt bot Karl Rössing schließlich die Möglichkeit, das „Druckbild“ in einem kontrollierenden Nacheinander stufenweise zu entwickeln (siehe Technik).
Für diese seine aus Bruchstücken zusammengesetzte Bildwelt erfand er den fiktiven Ort Galamataca: „Galamataca ist auf keiner Landkarte auffindbar. Ich erfand es in der ersten Hälfte der 1950er Jahre als imaginäres archäologisches Fund-Feld.“
Diese „Funde“ waren unter anderem Artefakte und Partikel aus der Natur, die er sammelte oder in Fotografien festhielt.

### Motive
Rössings Bilder sind wie ein Blick in die „Wunderkammer des 20. Jahrhunderts“, in der vereint ist, was vergänglich ist und was bleibt. Sein Atelierraum mit den Fundstücken (Adler, Schlachtenbilder, Leiter etc.), den Motiv-Alben sowie der umfangreichen Bibliothek und Schallplattensammlung (vor allem Jazz) spiegeln seine mannigfaltigen kulturellen Interessen wider.
Illustrationen, unter anderem zu französischer, deutscher, russischer Literatur, sowie zum Volksbuch verweisen auf seine große Liebe zur Literatur. Freundeskreis und Mitgliedschaften bei Literaturzirkeln unterstrichen diese enge Verbindung. Anregungen für sein Werk fanden sich so auch im literarischen Bereich, unter anderem bei Jorge Luis Borges, Lawrence Durrell, Vladimir Nabokov und Marcel Proust. Aber auch Theater und Film inspirierten den begeisterten Kinobesucher. Regie, Kameraeinstellung und Inszenierung ließen sich wiedererkennen in seinem Spiel mit Perspektiven, Bedeutungen, Fiktion und Realität, Vergänglichkeit und Dauer, Zukunft und Vergangenheit.
Karl Rössing war ausschließlich der abendländischen Kultur verpflichtet. Wie ein Bildarchivar integrierte er Bruchstücke davon in seine Bildwelt. Das waren Bilder von Albrecht Dürer, Kunstwerke aus der Antike genauso wie Alltagsgegenstände unserer Zeit und Partikel der Natur. In seinen Bildern fanden sich beispielsweise Pyramide, Schmetterling und Mond genauso wie Gas- und Kanaldeckel. Damit hinterfragte er die Gegenwart – etwa Krieg und Terror – und sinnierte über das Überzeitliche wie den Tod oder die Harmonie.
Nach dem Tod seiner Frau griff er kurzfristig auf das Menschenbild zurück. Gezielt suchte er nach Besiegten und Gescheiterten wie Knut Hamsun oder die Filmfigur Charlie Chaplins. In den Bildzeichnungen umkreiste er neben den aktuellen Problemen der Zeit vor allem seine eigene Gestimmtheit und befragte eigene ältere Motive neu.
Kritik und Kontemplation waren zeitlebens die polaren Gegensätze, denen sich Rössing, der selbst oft widersprüchlich und auch gegensätzlich zum Zeitgeist agierte, verschrieben hatte. Mit Vorliebe wählte er bei seinen Illustrationen Autoren mit polar ausgerichteter Weltanschauung wie E. T. A. Hoffmann oder suchte gezielt nach polaren Situationen einer Geschichte. In seinen freien Graphiken spürte er der Doppelgesichtigkeit der Zeit oder einer Situation nach.
Bedeutend für ihn war infolgedessen auch Heraklit aus Ephesos (um 540–480 v. Chr.), der älteste Urheber der abendländischen Polaritätslehre. 
Bezeichnend dafür ist die Sphinx, die für ihn ein beliebtes Motiv war. Sie war ein Symbol für die Erkenntnis auf Umwegen. Denn im Gegensatz zu den Surrealisten wollte Rössing den Betrachter nicht verunsichern oder in die Irre führen. Er mochte mit den ungewöhnlich erscheinenden Kombinationen der Bildelemente und der Verbindung von unterschiedlichen Realitätsebenen die Zusammenhänge offenlegen. Vergleichbar war er darin etwa John Heartfield, der allerdings direkter und vor allem parteipolitisch motiviert war.
Als Rössings erstes Schlüsselwerk gilt der Holzstich von 1917 Der Profit, in dem er einen feisten Mann mit einem Geldstück zeigt. Im Hintergrund ist eine Fabrik sichtbar. Titel sind jeweils Wegweiser in eine bestimmte Richtung, lassen aber auch immer Raum für eigene Interpretationen.

## Werke (Auswahl)
Die Arbeiten Rössings sind in den größten graphischen Sammlungen in Deutschland und Österreich sowie auch im Londoner Britischen Museum, im Moskauer Puschkin-Museum und in der Französischen Nationalbibliothek in Paris vorhanden. Die Arbeiten Rössings sind katalogisiert bei den im Literaturverzeichnis genannten Autoren Eichhorn-Mair (E-M) und Elisabeth Rücker (R).

### Illustrationen
- Gottfried August Bürger: Münchhausen. 1919 (E-M 1.7)
- Gottfried Keller: Der Schmied seines Glückes. (Insel-Bücherei 328/A), 1920/21 (E-M 1.19)

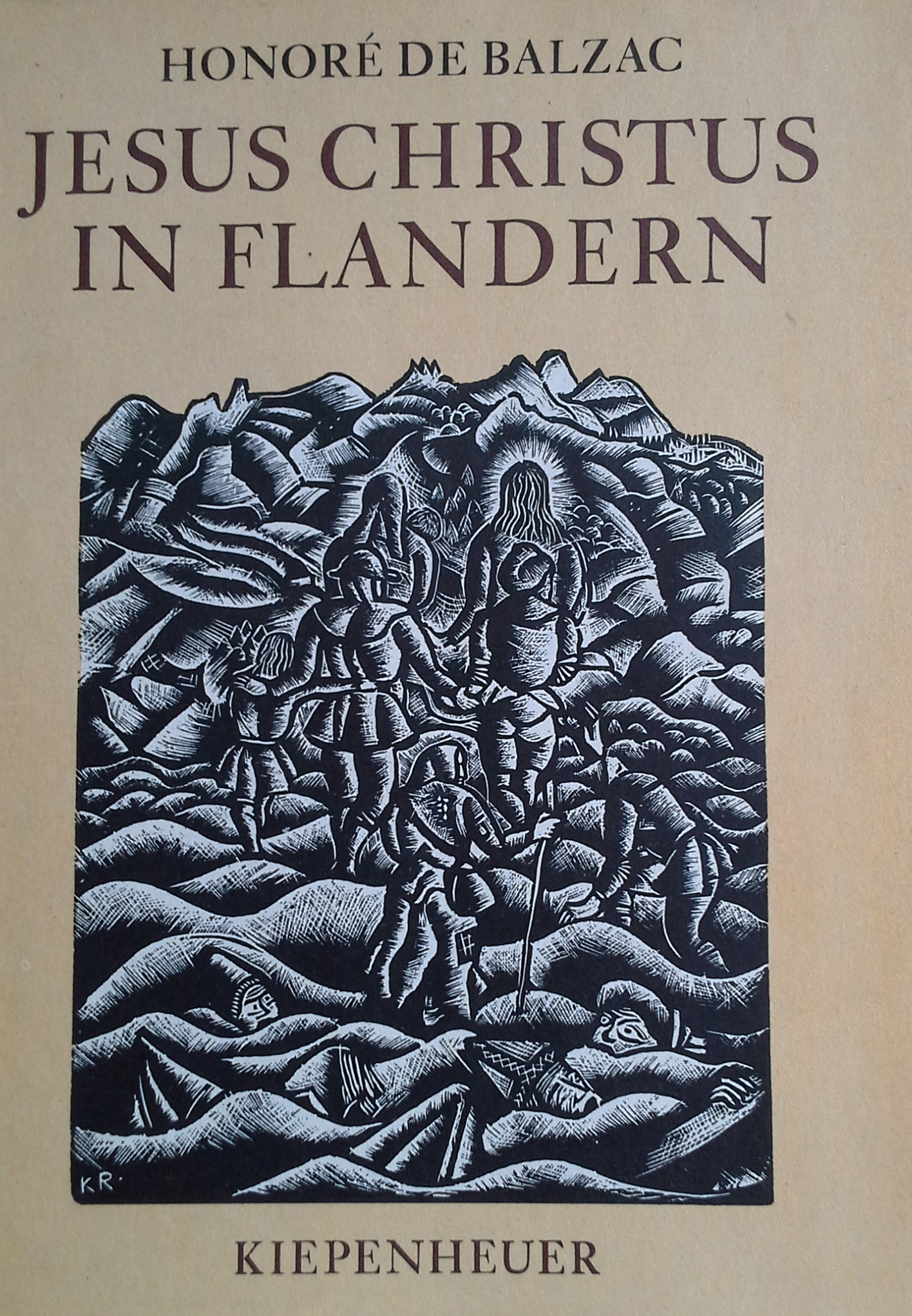
Buch mit Holzschnitten Rössings

- Buch mit Holzschnitten RössingsHonoré de Balzac: Jesus Christus in Flandern. Gustav Kiepenheuer Verlag Potsdam, 1921 (Der Graphischen Bücher 6. Band mit 12 Original-Holzschnitten)
- Georg Terramare: Ein Spiel vom Tode. 1923 (E-M 1.42)
- Michail Kusmin: Die Reisen des Sir John Fairfax durch die Türkei und andere bemerkenswerte Länder. 1923, Orchis-Verlag, München (Unveränderter Nachdruck: Westhafen Verlag, 2012, ISBN 978-3-942836-02-9)
- Gotthold Ephraim Lessing: Der Rangstreit der Tiere. Fabeln. 1923/1924 (E-M 1.23); u. a. publiziert im Verlag der Nation Berlin, 1980
- Leo Tolstoi: Legenden. 1925 (E-M 1.44)
- Homers Odyssee. 1949/1950 (E-M 1.16)
- Georg Schmückle: Engel Hiltensperger. Büchergilde Gutenberg, Berlin 1936.
- Nikolaus Gogol: Taras Bulba. Rikola, Wien 1922.
- Peter Rosegger: Die Schriften des Waldschulmeisters. Büchergilde Gutenberg, Berlin 1934.
- Alexej Nowikow-Priboj: Die salzige Taufe. Büchergilde Gutenberg, Berlin 1933.
- Karl Seidelmann: Die schwarze Rose. Wiking Verlag, Berlin 1939.
- Günter Eich: Abgelegene Gehöfte. Frankfurt am Main 1948.

### Zyklen
Holzstiche
- Die Blätter  vom Tode. 1933 (E-M 3.13)
- Mein Vorurteil gegen diese Zeit. 1927–1931 (E-M 1.32)
- Traumblätter. 1930–1935 (E-M 1.35)
- Bilder-Rätsel in Holz-Stichen. (Insel-Bücherei 219/2), 1935
- Begegnungen. 1945/1946 (E-M 1.28)
- Passion unserer Tage. 1946 (E-M 1.34)
- Apokalypse. Die Offenbarung S. Johannis in Luthers Übersetzung. 1948

Linolschnitte
- Catulli Carmina. 1977 (R 334, R 343, R 351 – R 355)
- Charlie Chaplin. 1977/78 (R 366 – R 371, R 385, R 415, R 421)
- Palimpseste. 1982 (R 460 – R 467, R 469, R 471 – R 473)
- Die Aristokratin. 1982 (R 477 – R 480).

Bildzeichnungen
- Die Schale der Pandora. 1986
- Augen. 1983–1986
- Schriftbilder. 1986
- Säulen. 1987.

### Wichtige einzelne Linolschnitte
- Via Appia I. 1950 (R 2)
- Zug der Menschen. 1962 (R 111)
- Die Mondwerft. 1966 (R 171)
- Dürers Traumgesicht – Ein Film von der Gleichheit der Zeiten. 1970 (R 241)
- Falterschatten auf dem Kriegsland. 1970 (R 242)
- Demonstration. 1972 (R 271)
- Fahrrad im Schnee I. 1973 (R 292)
- Charlie Chaplin – Die gescheiterte Hoffnung. 1978 (R 371)
- Die Knie von Turin. 1980 (R 413)
- Stellprobe II – Kugel und Linie. 1980 (R 431)
- Die letzte und die erste Tür. 1981 (R 451)

## Ausstellungen (Auswahl)

### Einzelausstellungen
- Seit 1924 vorwiegend in Museen in Deutschland, Österreich, Kanada, Holland, Litauen, Frankreich.
- 1973: Lübeck, Overbeck-Gesellschaft, „Das graphische Werk 1915–1973“[8]
- 1973: München, Kunstsalon Rose Lörch, „Zeichnungen und Druckgraphik“[8]
- 1995: Salzburg, Galerie im Traklhaus: „Säulenzyklus“ 1987 (K)
- 1997: Schwetzingen, Xylon-Museum; Gmunden, Kammerhofgalerie Gmunden: „Mein Vorurteil gegen diese Zeit“ und andere kritische Arbeiten (F)
- 1997/1998: Germanisches Nationalmuseum Nürnberg: Mein Vorurteil gegen diese Zeit (K)
- 1997/1998: Wien, Palais Harrach (Freyung) (K); Veste Coburg: „Gegenwelten“ (K); Albstadt, Städtische Galerie Albstadt (K)
- 1998: Reutlingen, Spendhaus
- 1999: Landesmuseum Bregenz; Galerie am Steinweg, Passau (Eine Reise in die antike Mythologie/Im Rahmen der Festspiele Europäische Wochen); Stadtmuseum Bruneck (Die Funde von Galamataca. Karl Rössing auf Spurensuche in Südtirol und Italien)
- 2001: Kubin-Haus, Zwickledt „Retrovisionen“
- 2002/2003: Ausstellungstournee der Büchergilde Gutenberg, (West)Deutschland „Holzstiche“;
- 2002/2003: Literaturhaus Magdeburg, Kunstverein Halle „Mein Vorurteil gegen diese Zeit & Literaturalphabet“

### Gemeinschaftsausstellungen (Auswahl)
- 1919: München, Neue Secession (K)
- 1921: Salzburg, Künstlerhaus: „Internationale Schwarz-weiß-Ausstellung“ (K)
- 1924: Kunsthalle Bremen: Karl Rössing, Conrad Felixmüller und Georg Schrimpf
- 1925: Mannheim, Städtische Kunsthalle (und Folgestädte): „Neue Sachlichkeit. Deutsche Malerei seit dem Expressionismus“ (K)
- 1928: München, Bayerisches Nationalmuseum: Fritz Helmuth Ehmcke und der Ehmcke-Kreis
- 1933: Museum für neue westliche Kunst, Moskau: „Deutsche Graphik“
- 1937: London, Internationale Graphikausstellung
- 1939: Hamburger Kunstverein: „Deutsche Malerei und Plastik der Gegenwart“
- 1946: Stadthalle Dresden: Allgemeine Deutsche Kunstausstellung (K).
- 1947: Baden-Baden: „L’art Allemand moderne. Deutsche Kunst der Gegenwart“ (K)
- 1952: Staatenhaus am Rheinpark, Köln: „2. Ausstellung des Deutschen Künstlerbundes: Malerei und Plastik der Gegenwart“,  (K)
- 1956: Gesamtdeutsche-Graphik-Ausstellung „Bekenntnis zum Leben“, München und Ost-Berlin
- 1964: Berlin-Ost, Staatliche Museen zu Berlin. Nationalgalerie Berlin: „Anklage und Aufruf. Deutsche Kunst zwischen den Kriegen“ (K)
- 1971: Nürnberg, Albrecht Dürer-Gesellschaft e. V.: „Albrecht Dürer zu Ehren“ (K)
- 1971: Nürnberg, München, Berlin (West) „Deutsche Kommunistische Partei: Kunst als Waffe. Die ‚Asso‘ und die revolutionäre bildende Kunst der 1920er Jahre“ (K)
- 1973/1974: Kunsthalle Hamburg: „Kunst in Deutschland 1898–1973“ (K)
- 1974/1975: New York, The New School Art Center und Staatsgalerie Stuttgart: „Twentieth Century German Graphics. Deutsche Graphik im 20. Jahrhundert“ (K)
- Ausstellungen mit seinen Stuttgarter Schülern: 1959–1977
- Ausstellungen mit seiner Frau Erika Rössing: 1964–1980